# Exo Laurentides
Exo Laurentides est une constituante de l'organisme Exo assurant le service de transport en commun des Basses-Laurentides, Québec, Canada. Elle opère plus particulièrement dans les banlieues nord-ouest de Montréal. Ses services sont essentiellement concentrés dans le transport par autobus et son réseau est étroitement lié avec celui des trains de banlieue des ligne et Saint-Jérôme. Le REM sera bientot servis à Deux-Montagnes. Exo Laurentides offre également un service de taxis collectifs.
Les municipalités desservies par Exo Laurentides sont : Blainville, Bois-des-Filion, Boisbriand, Deux-Montagnes, Lorraine, Mirabel, Oka, Pointe-Calumet, Rosemère, Sainte-Anne-des-Plaines, Saint-Eustache, Sainte-Marthe-sur-le-Lac, Sainte-Thérèse, Saint-Jérôme et Saint-Joseph-du-Lac.

## Historique
Exo Laurentides a été constituée le 1er juin 2017 à la suite de la fusion des Conseils intermunicipaux de transport de toute la région métropolitaine de Montréal, elle est devenue un secteur de l'organisme Exo. 
Auparavant, le CIT Laurentides avait été créé en 2004 à la suite de la fusion du Conseil intermunicipal de transport des Basses-Laurentides, du Conseil intermunicipal de transport Deux-Montagnes, de l'Organisme municipal et intermunicipal de transport Saint-Eustache et de l'Organisme municipal et intermunicipal de transport Saint-Jérôme. 

## Réseau d'autobus
Un total de 39 lignes d'autobus sont opérées par Exo Laurentides : 
- 8 – Saint-Eustache - Laval
- 9 – Saint-Jérôme - Laval
- 11 – Laval - Rosemère - Sainte-Thérèse
- 12 – Bois-des-Filion - Gare Rosemère
- 15 – Rosemère - Gare Rosemère
- 17 – Terrebonne - Gare Rosemère
- 20 – Terrebonne Ouest - Gare Rosemère
- 22 – Bois-des-Filion - Sainte-Thérèse
- 23 – Sainte-Anne-des-Plaines - Sainte-Thérèse
- 24 – Sainte-Anne-des-Plaines - Laval
- 27 – Lorraine - Sainte-Thérèse
- 28 – Terrebonne - Laval
- 51 – Boisbriand Nord vers Boisbriand Sud
- 52 – Boisbriand Sud vers Boisbriand Nord
- 59 – Boisbriand - Laval
- 60 – Sainte-Thérèse
- 61 – Sainte-Thérèse - Secteur Bas-Sainte-Thérèse
- 62 – Sainte-Thérèse - Secteur Mille-Îles
- 71 – Blainville - Secteur Est
- 72 – Blainville - Secteur Ouest
- 73 – Blainville - Secteur Fontainebleau
- 74 – Blainville - Secteur Fontainebleau
- 80 – Saint-Eustache - Pointe-Calumet
- 81 – Saint-Eustache - Pointe-Calumet
- 88 – Saint-Eustache - Sainte-Thérèse
- 89 – Saint-Eustache - Secteur Dubois
- 90 – Saint-Eustache - Arthur-Sauvé - Industriel
- 91 – Saint-Eustache - Secteur Est - Saint-Laurent
- 92 – Saint-Eustache - Secteur Centre
- 93 – Saint-Eustache - Deux-Montagnes
- 100 – Saint-Jérôme - Secteur Bellefeuille Sud
- 101 – Saint-Jérôme - Secteur Saint-Antoine
- 102 – Saint-Jérôme - Secteur Lafontaine
- 103 – Saint-Jérôme - Secteur Centre
- 105 – Saint-Jérôme - Secteur Bellefeuille Nord
- 107 – Saint-Jérôme - Bellefeuille Sud - Lajeunesse
- 243 – Mirabel (Saint-Augustin) - Sainte-Thérèse
- 744 – Express d’Oka
- YMX – YMX Express

À noter qu’il existe plusieurs lignes de taxis collectifs.
À la suite de la fermeture de la ligne ferroviaire Deux-Montagnes, certaines lignes temporaires ont été ajoutées au service régulier. Ce sont les lignes 404, 405, 496, 498, 499 et 904 qui prennent le relais.

## Trains de banlieue
Les gares de trains de banlieue suivantes sont desservies par Exo Laurentides :

### Ligne Saint-Jérôme
- Gare Saint-Jérôme
- Gare Mirabel (prochainement)
- Gare Blainville
- Gare Sainte-Thérèse
- Gare Rosemère

### Ligne/Antenne Deux-Montagnes
- Gare Deux-Montagnes
- Gare Grand-Moulin

## Terminus métropolitains
Exo Laurentides dessert les terminus métropolitains suivants :
- Gare intermodale Saint-Jérôme
- Terminus Cartier (Métro Cartier)
- Terminus Montmorency (Métro Montmorency)
- Terminus Sainte-Thérèse
- Terminus Saint-Eustache